# ليز بلوين
ليز بلوين (بالإنجليزية: Lise Blouin)‏ (11 سبتمبر 1944 في كندا)؛ شاعرة، كاتِبة وروائية كندية.